# Чемпионат мира по бегу по пересечённой местности 1985
Чемпионат мира по бегу по пересечённой местности 1985 прошёл 24 марта 1985 года в городе Лиссабон, Португалия. 
Всего было проведено 4 забега — мужчины, женщины, а также забеги юниоров и юниорок. Также разыгрывались победители в командном первенстве — складывались результаты участников от страны и по сумме наименьшего времени определялись чемпионы.

## Результаты

### Мужчины
| Место | Имя              | Гражданство | Время 0(м:с) |
| ----- | ---------------- | ----------- | ------------ |
| 1     | Карлос Лопеш     | Португалия  | 33:33        |
| 2     | Пол Кипкоэч      | Кения       | 33:37        |
| 3     | Водайо Булти     | Эфиопия     | 33:38        |
| 4     | Бекеле Дебеле    | Эфиопия     | 33:45        |
| 5     | Джон Триси       | Ирландия    | 33:48        |
| 6     | Касса Балча      | Эфиопия     | 33:51        |
| 7     | Кристоф Херле    | ФРГ         | 33:53        |
| 8     | Абдерразак Бунур | Алжир       | 33:54        |